# Architektura ve federálním slohu

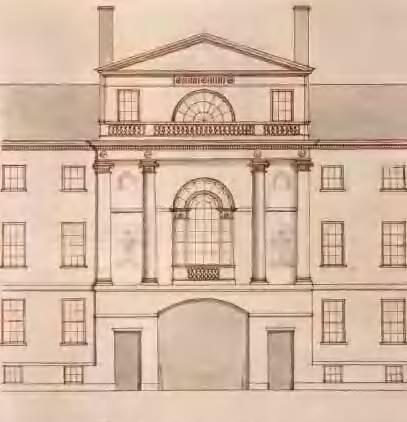
Central Pavilion, 1793–94, od Charlese Bulfinche, v Tontine Crescent, Boston

Architektura ve federálním slohu[zdroj⁠?!] je název pro klasicistní architekturu budovanou v nově založených Spojených státech mezi lety 1780 a 1830, zejména od roku 1785 do roku 1815. Jméno je odvozeno od amerického federalistického období. 
Termín federální sloh se také používá ve spojení s nábytkovým designem ze stejného časového období. Styl silně připomíná klasicismus biedermeierského stylu v německy mluvících zemích, architekturu v regentském stylu ve Velké Británii a francouzský empír. 

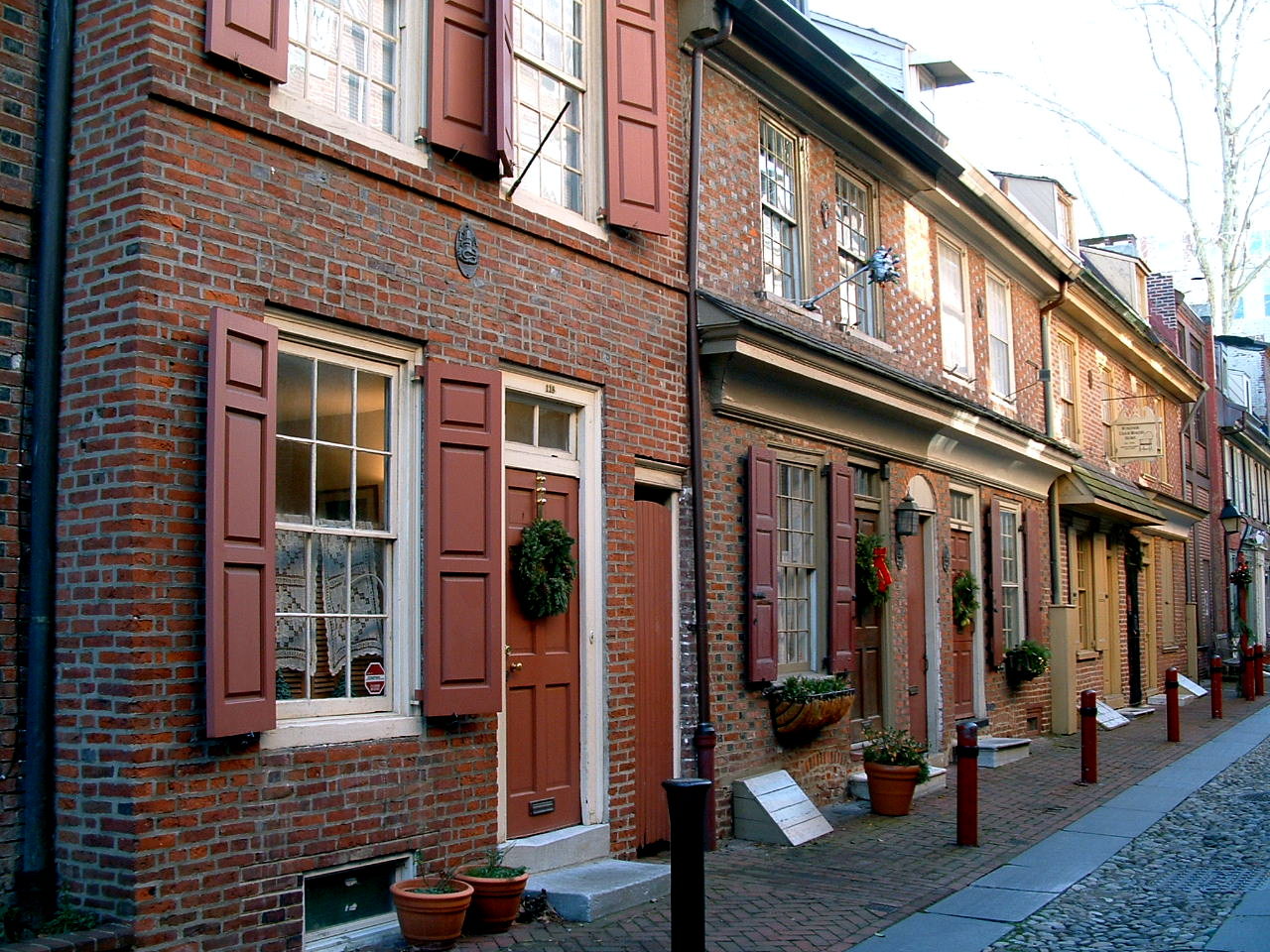
Elfrethova ulička ve Philadelphii představuje domy ve federálním stylu z roku 1702

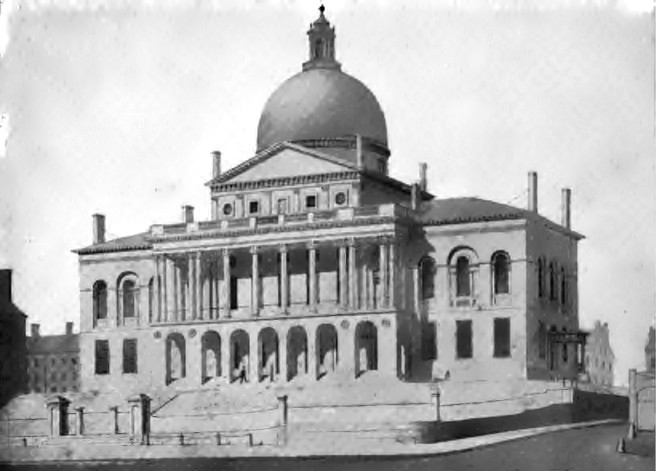
Massachusetts State House (rok 1798, kresba od Alexandera Jacksona Davise z r.1827)

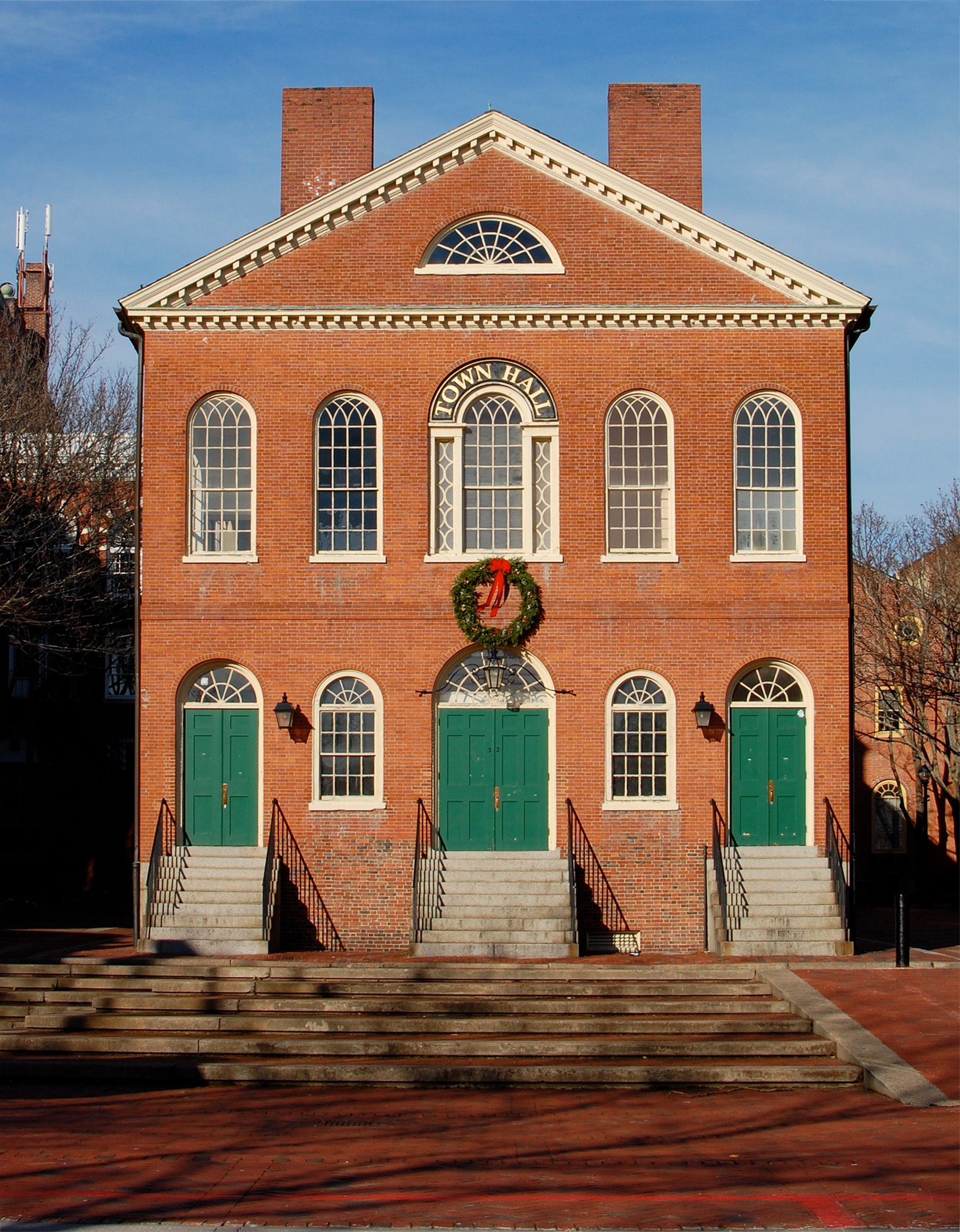
Stará radnice v Salemu, Massachusetts (pocházející z let 1816–17).

Zakládající generace mladé americké republiky se vědomě rozhodla navázat na dědictví starověkého Řecka a na republikánské hodnoty Říma . Tyto její snahy trvaly až do poloviny 19. století. Základem federálního slohu byla vyvážená a symetrická architektura praktikovaná v Georgii, na níz se aplikovaly prvky klasicistní architektury používané v amerických koloniích. 

## Architekti Federálního období
- Asher Benjamin
- Charles Bulfinch
- John Holden Greene
- James Hoban
- Thomas Jefferson
- Minard Lafever
- Benjamin Latrobe
- Pierre L'Enfant
- Samuel Lewis
- John McComb, Jr.
- Samuel McIntire
- Robert Mills
- Alexander Parris
- William Strickland
- Martin E. Thompson
- William Thornton
- Ithiel Town
- Ammi B. Young
- Lachlan Power

Moderní přehodnocení americké architektury Federálního období začalo knihou Fiske Kimballa, Domestic Architecture of the American Colonies and the Early Republic, 1922. 